# Urena repanda
Urena repanda är en malvaväxtart som beskrevs av William Roxburgh. Urena repanda ingår i släktet Urena och familjen malvaväxter. Inga underarter finns listade i Catalogue of Life.